# Macha Béranger
Macha Béranger, geb. Michèle Riond, (22 juli 1941 - Le Perray-en-Yvelines, 26 april 2009) was een Franse radiopersoonlijkheid en actrice.
Zij volgde een theateropleiding en speelde mee in enkele films en tv-reeksen. Zij werd echter vooral bekend als presentatrice van het radioprogramma "Allô Macha", dat zij 30 jaar op France Inter zou verzorgen (1977 -2006). Het was een nachtprogramma, waarin een "intieme dialoog" met de luisteraar werd opgebouwd. Het programma was het eerste in zijn soort op de Franse radio en kreeg veel navolging. Nadat het programma bij France Inter werd afgevoerd, deed zij gedurende een jaar een gelijkwaardig programma op radio MFM (Bonsoir Macha). Zij stierf in april 2009 aan borstkanker.

## Filmografie
- 1976 : Les Brigades du Tigre (tv)
- 1986 : Suivez mon regard van Jean Curtelin
- 1997 : Le Grand Bâtre (tv)
- 2000 : Le Glandeur van Jean-Pierre Mocky
- vanaf 2002 : Sous le soleil (tv)
- 2003 : La Méthode Bourchnikov van Grégoire Sivan
- 2003 : Ce jour-là van Raoul Ruiz
- 2004 : Vipère au poing van Philippe de Broca
- 2006 : Comme t'y es belle! van Lisa Alessandrin
- 2007 : Dans les cordes van Magaly Richard-Serrano
- 2007 : Détrompez-vous van Bruno Dega